# Riverside 20 - The Shorts & the Longs
Riverside 20 - The Shorts & the Longs è la terza raccolta del gruppo musicale polacco Riverside, pubblicata il 19 novembre 2021 dalla Inside Out Music.

## Descrizione
Uscito per celebrare i vent'anni di carriera del gruppo, contiene una selezione di oltre trenta brani tratti dal repertorio inciso dal gruppo che spazia tra il primo album Out of Myself fino al settimo Wasteland (passando anche per gli EP Voices in My Head e Memories in My Head), tutti rimasterizzati per l'occasione. Vi appare anche un brano inedito, Story of My Dream, estratto come singolo il 27 ottobre 2021 e accompagnato dal relativo video musicale.
Il 15 settembre 2022 è stata resa disponibile la versione fisica su 4 CD attraverso la Vintage Vinyl.

## Tracce
Vol. 1, The Shorts
1. Story of My Dream – 5:47
2. In Two Minds – 4:35
3. Loose Heart – 4:47
4. Acronym Love – 4:43
5. Conceiving You – 3:40
6. I Turned You Down – 4:34
7. Panic Room (Radio Edit) – 3:52
8. Through the Other Side – 4:05
9. Forgotten Land (Radio Edit) – 5:10
10. The Depth of Self-Delusion (Radio Edit) – 4:59
11. We Got Used to Us – 4:09
12. Shine – 4:07
13. Lost – 5:51
14. Addicted – 3:58 – versione ridotta
15. Time Travellers (Radio Edit) – 5:19
16. Vale of Tears – 4:48
17. Guardian Angel – 4:23
18. Lament – 5:06 – versione ridotta
19. River Down Below (Radio Edit) – 4:25

Vol. 2, The Longs
1. The Same River – 12:07
2. DNA Ts. Rednum or F.Raf – 7:20
3. Second Life Syndrome – 15:40
4. Dance with the Shadow – 11:38
5. Ultimate Trip – 13:13
6. Rapid Eye Movement 2016 – 12:40
7. Egoist Hedonist – 8:56
8. Left Out – 10:58
9. Living in the Past – 11:56
10. Deprived – 8:24
11. Escalator Shrine – 12:40
12. Towards the Blue Horizon – 8:08
13. Wasteland – 8:25
14. The Curtain Falls – 7:57

## Formazione
Gruppo
- Mariusz Duda – basso, voce (eccetto traccia 12), arrangiamento (traccia 1), chitarra acustica (eccetto traccia 1), ukulele (tracce 10, 11, 13, 14 29-31), loop e percussioni (tracce 12 e 25), chitarra elettrica (tracce 16, 18, 19 e 32), piccolo bass (tracce 16 e 32), banjo (traccia 18), assolo di chitarra (tracce 18 e 32)
- Piotr Kozieradzki – batteria (eccetto traccia 12), arrangiamento (traccia 1)
- Michał Łapaj – tastiera (eccetto tracce 2, 3, 20 e 33), organo Hammond (eccetto tracce 2-8, 20-25), arrangiamento (traccia 1), sintetizzatore (tracce 12, 16, 18, 19, 25 e 32), Fender Rhodes (tracce 16, 18, 19 e 32), theremin (traccia 32)
- Maciej Meller – chitarra e arrangiamento (traccia 1), assolo di chitarra (traccia 19)
- Piotr Grudzinski – chitarra (eccetto tracce 1, 16-19, 32)
- Jacek Melnicki – tastiera (tracce 2, 3, 20 e 33)

Altri musicisti
- Mateusz Owczarek – assolo di chitarra (traccia 16)
- Michał Jelonek – violino (traccia 18)
- Rafał Gańko – ottoni (traccia 26)
- Karol Gołowacz – ottoni (traccia 26)
- Adam Kłosiński – ottoni (traccia 26)
- Marcin Odyniec – sassofono soprano (traccia 29)